# زهري وردي (لون)
زهري وردي  Rose pink هو لون أرجواني محمر.  أول أستخدام مسجل للزهري الوردي كأسم لوني في اللغة الإنجليزية كان عام 1760.
على الرغم من أن اللون الزهري يعد تقريبًا مجرد لون خفيف من الأحمر، فإن معظم درجات اللون الزهري تنحصر بين الألوان الأحمر والأبيض والأحمر الأرجواني. يعني ذلك أن صبغة اللون للون الزهري تنحصر بين الأحمر والأرجواني. 